# Gilles Poux
Pour les articles homonymes, voir Poux.
Gilles Poux, né le 7 juin 1957 à Capdenac-Gare (Aveyron), est un homme politique français, membre du Parti communiste français. Il est maire de La Courneuve depuis octobre 1996.

## Biographie
Gilles Poux est élève au lycée polyvalent de Decazeville (Aveyron). Il participe au mouvement lycéen de 1975 contre la réforme Haby. À la même période, il prend part aux manifestations du Larzac, contre la décision d'y agrandir le camp militaire.
De 1976 à 1978, il prépare et réussit un BTS technique à Marseille. Il étudie ensuite à l’université de Toulouse II – Le Mirail en 1979, puis à Nanterre en 1980. Il devient responsable de l’Union des étudiants communistes (UEC).
De 1980 à 1981, il satisfait à ses obligations militaires à Provins (Seine-et-Marne). 
Le 11 janvier 1982, il est embauché technicien à l'usine Babcock (aujourd'hui devenue friche industrielle) à La Courneuve. Salarié, il prend des responsabilités syndicales. Parallèlement, il s'investit dans la vie politique locale en devenant de 1988 à 1995, secrétaire de la cellule du PCF de La Courneuve.
Conseiller municipal de La Courneuve à partir de 1989 sur une liste d'union de la gauche conduite par James Marson, il devient premier maire-adjoint le 1er mars 1995, délégué aux travaux et aux marchés publics. Le 26 octobre 1996 il prend la succession de James Marson et devient maire,.
En 2001, Gilles Poux conduit la liste d'union de la gauche à La Courneuve, qui est élue au premier tour avec 57,47 % des suffrages exprimés. Il est réélu maire le 18 mars 2001. 
Il fait organiser un référendum d'initiative locale le 7 décembre 2003 pour permettre aux habitants de sa ville de faire le choix définitif d'adhésion à la communauté d'agglomération Plaine commune. Ouvert aux résidents étrangers de la ville, le vote est contesté par le préfet, mais le conseil municipal valide le choix des Courneuviens. Il devient vice-président de Plaine commune le 11 janvier 2005, date d'entrée de la ville dans l'intercommunalité créée en l'an 2000. Il accélère et amplifie le renouvellement urbain commencé par son prédécesseur au milieu des années 1980. Depuis janvier 2005, et l'adhésion à Plaine commune, il est le vice-président chargé du Renouvellement urbain et de la Politique de la Ville.
En 2006, il est à l'origine d'un référendum d'initiative locale sur le droit de vote et d'éligibilité aux élections locales des résidents étrangers dans la commune le 1er octobre 2006, lui aussi contesté par le préfet de Seine-Saint-Denis, à la suite d'un mouvement lancé par Saint-Denis,.
Gilles Poux a créé de nouveaux évènements dans la ville : la fête de la ville (première édition lors de la Coupe du Monde de football de 1998), « La Courneuve Plage » (à partir de 2005), « Un dimanche à la campagne » (à partir de 2006).
À plusieurs reprises, il manifeste aux côtés des salariés de la ville. En particulier, il refuse la fermeture annoncée de l'usine Alstom-Rateau en 2003 et soutient les salariés en grève. Avec eux, il obtient que les suppressions d'emplois soient limitées et le site de La Courneuve préservé,,. Avec d’autres maires de gauche, il a pris des arrêtés anti-expulsions et anti-coupures d’électricité sur le territoire de la ville.
En 2004, Le Canard enchaîné le met en cause en affirmant qu'il a bénéficié d'une attribution de logement social en mai 2004 à l'OPHLM de La Courneuve (Office public municipal) alors que ses revenus ne le rendaient pas éligible à ce type de logement. Gilles Poux fait remarquer qu'à l'instar des élus communistes il reverse ses indemnités d’élu à son parti et ne garde que l’équivalent de son salaire de technicien et que de ce fait il remplit les conditions pour habiter dans un logement social. 
Gilles Poux doit accueillir en 2005 (à la suite du décès par balle du petit Sid Ahmed le 19 juin 2005), le ministre de l'intérieur Nicolas Sarkozy, qui annonce qu'il veut « nettoyer la cité au Kärcher ». Après s'être d'abord félicité des avancées dues aux efforts conjoints de la préfecture et des services municipaux, il dénonce par la suite des engagements non tenus de la part de l’État.
Le PCF l'investit fin mars 2007 pour être candidat à la succession de Muguette Jacquaint pour l'élection législative sur la 3e circonscription de la Seine-Saint-Denis,. Arrivé en troisième position avec 17,99 % des voix, derrière Daniel Goldberg et le candidat de droite, il ne peut se maintenir au second tour. Ce vieux bastion communiste, circonscription de Waldeck Rochet puis de Jack Ralite, passe alors aux mains du PS.
En mars 2008, il est réélu maire au second tour devant la liste socialiste menée par Stéphane Troussel et la liste de droite menée par Kamel Hamza. Il est renouvelé dans ses fonctions de vice-président de Plaine commune, dont il est un des huit délégués au comité du SEDIF. Il est élu, le 15 mai 2008, vice-président du SEDIF. En contradiction avec un appel lancé par Patrick Braouezec et qu'il cosigne demandant un retour de la distribution de l'eau en régie directe par le SEDIF, il préconise le 10 octobre 2008 de reconduire une gestion déléguée à un opérateur privé,.
Le 5 mai 2009, il annonce que sa ville porte plainte auprès de la HALDE pour « discrimination territoriale ».
Aux élections cantonales de mars 2011, le PCF fait du canton de La Courneuve le symbole de sa volonté de reconquête du Conseil général. Opposé au socialiste Stéphane Troussel, il obtient 32 % des voix au premier tour contre 47 % des voix au sortant, en faveur duquel il se désiste au second tour.
Lors des élections législatives de juin 2012, il est le suppléant de Marie-George Buffet. Bien que devancée dans trois villes sur quatre, dont La Courneuve, elle arrive en tête du premier tour et bénéficie ensuite du désistement de la candidate socialiste.
En 2013, Gilles Poux demande l'expulsion d'un campement de Roms, laquelle est effectuée en septembre 2015 à la suite d'une ordonnance d'évacuation prise par le tribunal saisi : « Une commune comme la nôtre, qui compte 53 % de logements sociaux, ne peut plus gérer les bidonvilles », déclare le maire de La Courneuve, ajoutant qu'« Il faut trouver une réponse globale, politique, au niveau national, voire international »,.
En 2014, il doit faire face au décès accidentel de sa fille unique, à l'âge de 31 ans.
Il parraine la candidature de Jean-Luc Mélenchon pour l'élection présidentielle de 2017.
Candidat à un nouveau mandat aux municipales de 2020, il conserve sa fonction, la liste qu'il mène remportant l'élection dès le premier tour avec 64,42 % des voix.

## Publications
- [PDF] Comment reprendre pied dans le débat sur la sécurité ?, in Revue du Projet, no 1, octobre 2010, p. 12
- Préface, in Jean-Louis Beau, Muguette. Une femme, une voix, un combat, La Courneuve, éditions Art. Aux reflets du temps, 2015, 145 pages
- La Courneuve. Redonner du sens, entretien avec le maire Gilles Poux (propos recueillis par Catherine Foret), in Catherine Foret (coordination et rédaction), Travail de mémoire et requalification urbaine, guide « Repères pour l'action », Les éditions de la Délégation interministérielle à la ville, avril 2007, 180 p., pp. 16-19
- Raymond Pansini, Ligne 152 : La Courneuve (Seine) — 4 routes : terminus, chroniques de La Courneuve des années 1940-1950, autoédité, 2020, 28 p.